# Memorial aos Pais das Crianças Assassinadas
O Memorial Aos Pais das Crianças Assassinadas (em inglês: Parents of Murdered Children Memorial) é um memorial às crianças assassinadas em tiroteios em escolas, localizado no Mountain View Cemetery em Oregon City, Oregon, nos Estados Unidos. O memorial foi inaugurado em setembro de 2013, tornando-se o primeiro desse tipo no noroeste do Pacífico e o oitavo nos Estados Unidos.

## Descrição
Descrito como um "lugar maravilhoso para quem perdeu um ente querido ou filho devido a um homicídio", o memorial é localizado no canto noroeste do Cemitério de Mountain View, em Oregon City. Possui uma parede memorial de Oregon/Washington, uma parede curva iluminada que engloba bancos, colunas de basalto independentes, uma passarela de pedra em forma de espiral e uma cachoeira sobre mais construções de pedra. Custou $ 400.000 em dinheiro e contribuições em espécie.  Na época de sua dedicação em setembro de 2013, o memorial foi o primeiro desse tipo no noroeste do Pacífico e o oitavo nos Estados Unidos.

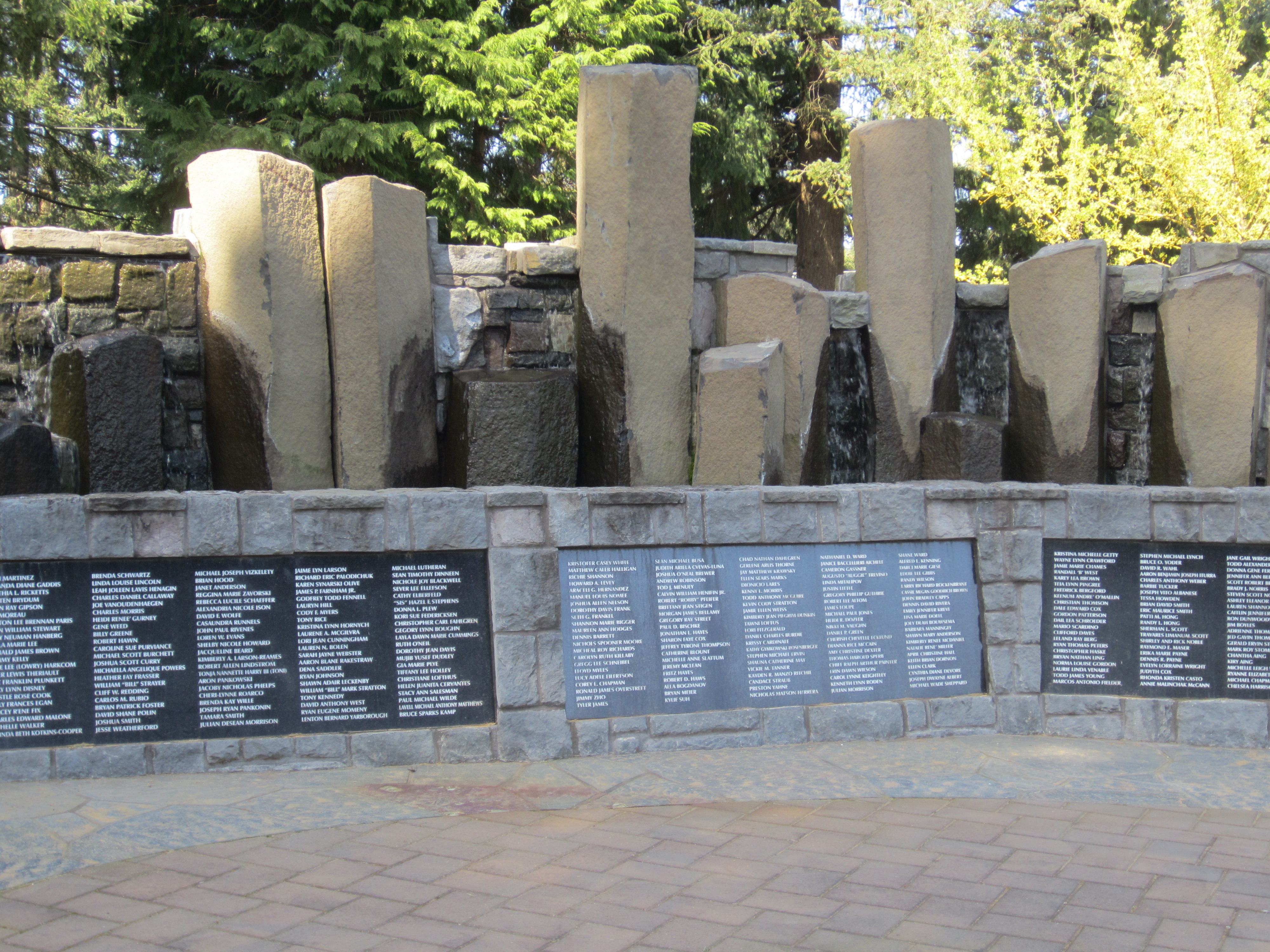
O memorial em 2018

Mary Elledge, que teve seu filho Rob assassinado, liderou a construção do memorial da área de Portland dos Pais de Crianças Assassinadas (POMC).